# Ivan Šubašić
Pour les articles homonymes, voir Subašić.
Ivan Šubašić est un avocat et homme politique yougoslave de souche croate, né à Vukova Gorica (en) le 7 mai 1892 et mort à Zagreb le 22 mars 1955. Premier et dernier gouverneur (ban) de la banovine de Croatie (1939-1941/1943), il fut également Premier ministre du gouvernement yougoslave en exil (1944-1945) et ministre des Affaires étrangères de Yougoslavie (1945).

## Biographie
Ivan Šubašić combat sur le front de l'Est durant la Première Guerre mondiale, dans les rangs de l'armée austro-hongroise. Après le conflit, il termine ses études de droit à l'université de Zagreb et ouvre son cabinet d'avocat. Durant l'entre-deux-guerres, il s'engage en politique et rejoint le Parti paysan croate dirigé par Vladko Maček, qui tente de défendre les droits des Croates au sein de la monarchie yougoslave dominée par les Serbes. En 1938, il est élu député.
En 1939, Maček conclut un accord avec le gouvernement royal en vue de trouver une solution à la « question croate » : une banovine (province) de Croatie est créée, réunissant un quart de la population yougoslave. Šubašić en devient le gouverneur (ban).
En 1941, la Yougoslavie est envahie et démembrée par l'Allemagne nazie et ses alliés. Ivan Šubašić rejoint le gouvernement yougoslave en exil, dont il devient ensuite le représentant aux États-Unis. Mais dès 1942, il rompt avec le gouvernement royal en exil, miné par les querelles entre Serbes et Croates. Il reste aux États-Unis, où il tisse des liens avec la classe politique américaine.
En 1944, Winston Churchill, décidé à ne plus soutenir en Yougoslavie que les Partisans - résistants communistes - au détriment des Tchetniks - monarchistes serbes - jugés inefficaces et compromis avec les occupants, insiste pour que le roi Pierre II nomme Šubašić au poste de Premier ministre. Il souhaite en effet que soit formé un gouvernement royal plus rassembleur, qui pourrait former une alliance avec les Partisans. Lié aux Américains, Šubašić a en outre l'avantage d'être un Croate, ce qui rompt symboliquement le lien entre la Croatie - l'État indépendant de Croatie des Oustachis - et les nazis. Le roi finit par signer le 1er juin l'acte de nomination de Šubašić. Ce dernier, qui n'a encore nommé aucun ministre, doit aller rencontrer Tito, le chef des Partisans, sur l'île de Vis : les deux hommes parviennent à un accord en vue de la formation d'un nouveau gouvernement royal dont seront exclus les forces hostiles aux Partisans. Šubašić forme son équipe le 7 juillet : Draža Mihailović, chef des Tchetniks, perd le poste de ministre de la guerre qu'il détenait depuis 1942, et que Šubašić se réserve en plus de son poste de chef du gouvernement.
Les Partisans s'emparent de la Serbie à l'automne 1944 : le 1er novembre, Šubašić revient en Yougoslavie et conclut avec ce dernier un nouvel accord, qui reconnaît le Conseil antifasciste de libération nationale de Yougoslavie comme parlement légitime, accepte que le roi demeure en exil le temps que le peuple se prononce sur le régime politique du pays, et forme un conseil de régence pour le représenter. La formation d'un gouvernement d'union nationale est en outre prévue. Le roi, mis devant le fait accompli, veut congédier Šubašić mais finit par s'incliner à la demande des Britanniques.
Ce n'est qu'en mars 1945 que le gouvernement d'union nationale est formé : le gouvernement royal remet sa démission aux régents tandis que le Comité national de libération des Partisans remet la sienne au Conseil antifasciste. Dans le nouveau gouvernement, Tito est Premier ministre, tandis que Šubašić détient le portefeuille des affaires étrangères. Mais à trois exceptions près - dont Šubašić lui-même - les ministres sont tous des communistes ou des « compagnons de route ». L'influence des non-communistes se révèle bientôt pratiquement nulle et ils démissionnent les uns après les autres, tandis que Tito s'assure un pouvoir absolu en Yougoslavie. Šubašić démissionne en octobre. Il se retire ensuite de la vie politique, jusqu'à sa mort dix ans plus tard.